# Francin
Francin ist eine Commune déléguée in der französischen Gemeinde Porte-de-Savoie mit 1.153 Einwohnern (Stand: 1. Januar 2022) im Département Savoie in der Region Auvergne-Rhône-Alpes.
Die Gemeinde Francin wurde am 1. Januar 2019 mit Les Marches zur Commune nouvelle
Porte-de-Savoie zusammengeschlossen. Sie hat seither des Status einer Commune déléguée. Sie gehörte zuvor zum Kanton Montmélian im Arrondissement Chambéry und war Mitglied im Gemeindeverband Cœur de Savoie.

## Lage
Francin liegt etwa zwölf Kilometer südöstlich von Chambéry und etwa 42 Kilometer nordnordöstlich von Grenoble. Nachbargemeinden von Francin waren La Thuile im Norden, Montmélian im Osten und Nordosten, Sainte-Hélène-du-Lac im Osten, Laissaud im Süden, Les Marches im Westen und Südwesten sowie Chignin im Nordwesten.
Die Gemeinde gehörte zum Regionalen Naturparks Massif des Bauges.
Im Gebiet der Commune déléguée liegt das Autobahndreieck der Autoroute A 41 mit der Autoroute A 43.

## Bevölkerungsentwicklung
| Jahr                       | 1962 | 1968 | 1975 | 1982 | 1990 | 1999 | 2006 | 2013 |
| Einwohner                  | 466  | 446  | 413  | 567  | 566  | 686  | 816  | 907  |
| Quellen: Cassini und INSEE |      |      |      |      |      |      |      |      |

## Sehenswürdigkeiten
- Kirche Saint-Blaise, 1863 neu erbaut
- Schloss Carron, 1768 erbaut, seit 1989 Monument historique

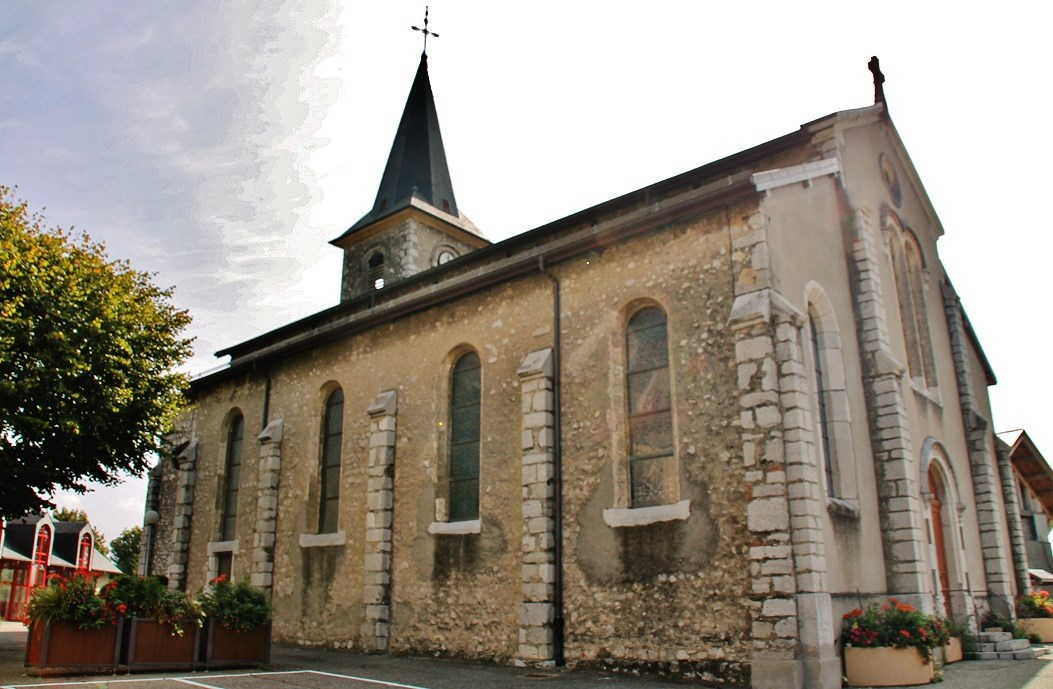
Kirche Saint-Blaise

- Schloss Miribel
- Gutshof Leschaud